# Xylophaga clenchi
Xylophaga clenchi is een tweekleppigensoort uit de familie van de Pholadidae. De wetenschappelijke naam van de soort is voor het eerst geldig gepubliceerd in 1971 door Turner & Culliney.